# Lachnodactyla
Lachnodactyla är ett släkte av skalbaggar. Lachnodactyla ingår i familjen Ptilodactylidae.
Kladogram enligt Catalogue of Life:
| Lachnodactyla | \| \| Lachnodactyla arizonica \| \| \| \| \| \| Lachnodactyla texana \| \| \| \| |
|               | \| \| Lachnodactyla arizonica \| \| \| \| \| \| Lachnodactyla texana \| \| \| \| |
|               | Anchycteis                                                                       |
|               |                                                                                  |
|               | Anchytarsus                                                                      |
|               |                                                                                  |
|               | Araeopidius                                                                      |
|               |                                                                                  |
|               | Paralichus                                                                       |
|               |                                                                                  |
|               | Ptilodactyla                                                                     |
|               |                                                                                  |
|               | Lachnodactyla arizonica                                                          |
|               |                                                                                  |
|               | Lachnodactyla texana                                                             |
|               |                                                                                  |

|  | Lachnodactyla arizonica |
|  |                         |
|  | Lachnodactyla texana    |
|  |                         |